# Ponari
Ponari este un sat din municipiul Podgorica, Muntenegru. Conform datelor de la recensământul din 2003, localitatea are 295 de locuitori (la recensământul din 1991 erau 309 locuitori).

## Demografie
În satul Ponari locuiesc 221 de persoane adulte, iar vârsta medie a populației este de 39,6 de ani (36,7 la bărbați și 42,8 la femei). În localitate sunt 82 de gospodării, iar numărul mediu de membri în gospodărie este de 3,60.
|  |

| Demografie | Demografie | Demografie |
| An         | Locuitori  | Locuitori  |
| ---------- | ---------- | ---------- |
|            |            |            |
|            |            |            |
|            |            |            |
|            |            |            |
| 1948       | 294        |            |
| 1953       | 473        |            |
| 1961       | 519        |            |
| 1971       | 469        |            |
| 1981       | 382        |            |
| 1991       | 309        | 309        |
| 2003       | 295        | 295        |

| \| Componența etnică conform recensământului din 2003[2] \| Componența etnică conform recensământului din 2003[2] \| Componența etnică conform recensământului din 2003[2] \| Componența etnică conform recensământului din 2003[2] \| Componența etnică conform recensământului din 2003[2] \| \| ----------------------------------------------------- \| ----------------------------------------------------- \| ----------------------------------------------------- \| ----------------------------------------------------- \| ----------------------------------------------------- \| \| \| \| \| \| \| \| Muntenegreni \| Muntenegreni \| \| 252 \| 85,42% \| \| Sârbi \| Sârbi \| \| 28 \| 9,49% \| \| necunoscută \| necunoscută \| \| 0 \| 0% \| |              |  |     |        |
| Componența etnică conform recensământului din 2003 |              |  |     |        |
| |              |  |     |        |
| Muntenegreni | Muntenegreni |  | 252 | 85,42% |
| Sârbi | Sârbi        |  | 28  | 9,49%  |
| necunoscută | necunoscută  |  | 0   | 0%     |